# Ophioderma besnardi
Ophioderma besnardi är en ormstjärneart som beskrevs av Tommasi 1970. Ophioderma besnardi ingår i släktet Ophioderma och familjen Ophiodermatidae. Inga underarter finns listade i Catalogue of Life.